# المطرية (الدقهلية)
المَطَرِية مدينة مصرية تتبع محافظة الدقهلية إدرايا والمدينة عاصمة مركز المطرية.

## الموقع

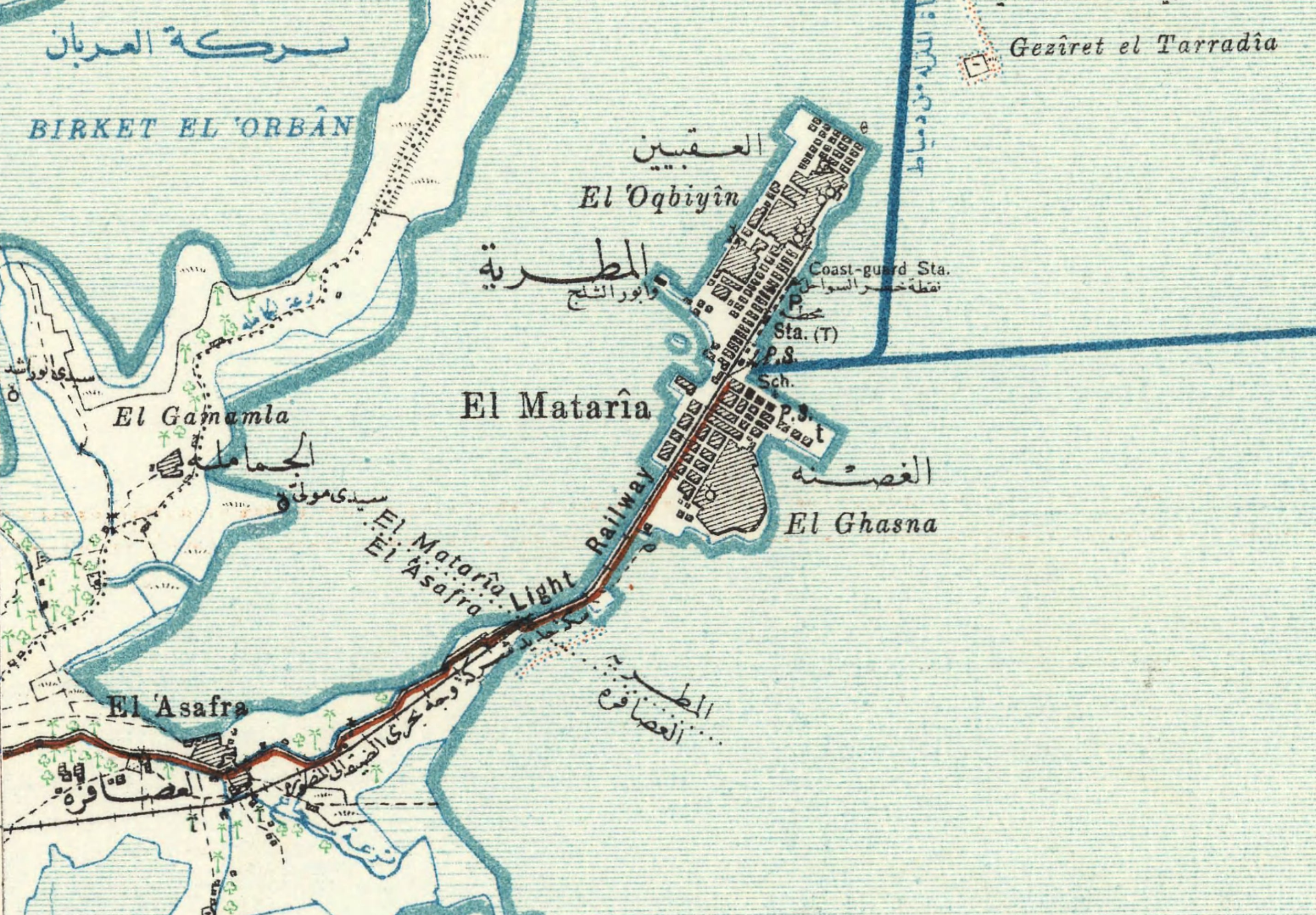
خريطة للمدينة سنة 1912

تقع المدينة في أقصى شمال شرق المحافظة على بحيرة المنزلة تحدها النسايمة من الغرب وبحيرة المنزلة من الشمال وبقية الجهات قرية العصافرة. تبلغ مساحتها 6,65 كم2 بنسبة تقارب خمس مساحة مركز المطرية. قد كانت المدينة فيما سبق شبه جزيرة فيها قريتين الغصنة الناحية الجنوبية والعقبيين الناحية الشمالية من توابع محافظة دمياط.
للمدينة شاطئ طوله 5,50 كم على بحيرة المنزلة فيه ميناء المدينة الذي فيه معاش نصف سكانها المعتمدين على صيد الأسماك، تتأثر صحة سكان المدينة بشدة من تلوث بحيرة المنزلة بسبب تصريب مياه الصرف الزراعي والصناعي فيها وركود مياه البحيرة وعدم تجددها وكذلك سوء الخدمات الحكومية.

## التسمية
يقال أن اسم المدينة مشتق من المطر أو - في الأرجح - مشتق من كلمة «طَرِية» الدالة على أرض المدينة. وقيل أنّ اسم المطرية مشتق من كلمة إطراء فيصبح معناها الأرض التي يثني عليها الناس، وقيل أن أصل تسميتها يعود إلى اسم أحد الخواجات.[بحاجة لمصدر]

## التاريخ
كما ذكر كانت المدينة تتكون من قريتين (الغصنة والعقبيين) من توابع إقليم المنزلة ثم فصلتا عنها سنة 1280 هجري، اعتمد في جلب مياه الشرب لحفر قناة السويس على صيادي المطرية الذي كانوا ينقلون المياه إلى موقع الحفر. صدر قرار ضم القريتين في 18 نوفمبر 1903 وفي نفس العام فصل لها زمام خاص عن زمام المنزلة. وقع بها حريق كبير في أبريل 1907 أتى على كل قواربها ومساكنها، واستخدام سكان المدينة أطلال جزيرة تنيس الأثرية المجاورة لإعادة بناء مدينتهم. وأعيد تخطيط المدينة بخطوط طولية وعرضية مجموع أطوالها 135 كم.
وكانت المطرية تابعة لمركز دكرنس فلما أنشئ مركز المنزلة في سنة 1929م ألحقت به لقربها منه. لاحقًا حولت إلى المدينة بمركز منفصل يضم وحدة محلية واحدة بقرية العصافرة تتبعها قريتي الضهير وأولاد صبور ونحو 35 كفر ونجع.

## السكان
بلغ عدد سكان المدينة 165,470 نسمة في تقدير يوليو 2024 منهم 85,431 ذكر و80,039 أنثى.
| السنة | عدد السكان | السنة | عدد السكان |
| ----- | ---------- | ----- | ---------- |
| 1882  | 9404       | 1986  | 72,215     |
| 1897  | 12,227     | 1996  | 87,422     |
| 1927  | 20,399     | 2006  | 105,728    |
| 1947  | 29,705     | 2017  | 141,639    |
| 1960  | 36,214     | 2024  | 165,470    |
| 1976  | 61,197     |       |            |

## الأعلام
1. زكريا الحجاوي (1915 - 1975) رائد من رواد الفن الشعبي المصري.[19]
2. سيد حجاب (1940-2017) شاعر ملقب بسيد شعراء العامية في الوطن العربي.[20]